# Аеродром Ковин
Аеродром Ковин (: , : ) се налази код Ковина. Оператор аеродрома је Војска Србије, која одржава вежбе и припреме на аеродрому.